# Епифит
Епифити се наричат всички организми, които живеят прикрепени за живо растение, но не паразитират от него т.е. двата организма си набавят необходимата вода и хранителни вещества самостоятелно и независимо един от друг, и жизнените им процеси не оказват негативно влияние един на друг.
Терминът произлиза от гръцките думи Epi, която означава върху и phyton, означаваща растение, тъй като най-често срещаните епифити са растения. Такива са например голяма част от бромелиите, но тази черта е особено характерна за повечето орхидеи. Срещат се и Кактуси и други сукуленти.
И епифитите и пълзящите (увивните) растения използват големи дървета като опора и защита за растежа си, но епифитите нямат достъп до типична почва, а са се приспособили. Пазвата на листата, наричана още розетка, се е развила по особен начин при членовете на сем. Бромелиеви. Тя е устроена така, че при всеки дъжд да задържа вода, тъй като през останалото време растението няма постоянен източник на влага. Тази розетка може да формира една от най-малките екосистеми. Най-много епифитни растения има във влажните тропични гори. При тях за разлика от другите васкуларни растения корените притежават основно прикрепителна функция, като една част е здраво закрепена за кората на дървото, а останалата част виси свободно, за да събира влага от атмосферата. Съществуват и епифитни водорасли. Те живеят прикрепени за част от някое по-висше, също водно растение. Като епифити са разпространени и множество лишеи, мъхове, гъби, както и бактерии.
Някои растения, които са епифити (растящи върху други растения), са същевременно и литофити (растящи върху скали и каменисти почви).
Във флората на България епифитите са представени основно от лишеи, мъхове, папрати и водорасли. Най-голямо е разнообразието им в лонгозните, смърчовите и еловите ни гори. Важно условие за развитието на епифитите е наличието на висока атмосферна влажност.